# František Švestka
František Švestka (26. dubna 1811 Trpoměchy – 19. září 1869 Praha) byl český advokát a politik, během revolučních let 1848–1849 poslanec Říšského sněmu, v 60. letech 19. století poslanec Českého zemského sněmu a Říšské rady.

## Život
František Švestka se narodil v roce 1811 v Trpoměchách v rodině bohatého sedláka. Vystudoval gymnázium ve Slaném a právnickou fakultu pražské univerzity. Roku 1839 získal titul doktora práv.
Profesí byl právníkem, advokátem. Během revolučního roku 1848 se stal místopředsedou spolku Slovanská lípa. V doplňovacích volbách počátkem roku 1849 byl místo dosavadního poslance Josefa Quitenského (Květenského) zvolen na rakouský ústavodárný Říšský sněm, který zasedal tehdy již v Kroměříži. Zastupoval volební obvod Litomyšl v Čechách. Uvádí se jako advokátní koncipient. V lednu 1849 ještě mezi poslanci nefiguruje a litomyšlský obvod je uváděn coby uprázdněný. Do sněmu byl uveden až na jeho 88. schůzi 13. března 1849. Krátce poté ale byl sněm rozpuštěn a Švestka se tak do jeho činnosti aktivně nezapojil.
Později zastával funkci děkana Právnické fakulty Univerzity Karlo-Ferdinandovy v Praze. Byl aktivní v českém spolkovém životě. Vlasteneckým organizacím odkázal značné jmění.
V 60. letech 19. století se zapojil do zemské a celostátní politiky. Někdy před rokem 1863 byl zvolen dodatečně na Český zemský sněm za městskou kurii, obvod Karlín. V řádných zemských volbách v Čechách v lednu 1867 byl zvolen na Český zemský sněm v městské kurii (obvod Slaný – Louny – Rakovník). Mandát obhájil v tomto obvodu i v krátce poté konaných zemských volbách v březnu 1867. V srpnu 1868 patřil mezi 81 signatářů státoprávní deklarace českých poslanců, v níž česká politická reprezentace odmítla centralistické směřování státu a hájila české státní právo. Čeští poslanci tehdy na protest praktikovali politiku pasivní rezistence, kdy bojkotovali práci zemského sněmu, byli za neomluvenou absenci zbavováni mandátů a pak opětovně manifestačně voleni. Švestka byl takto zbaven mandátu pro absenci v září 1868. V doplňovacích volbách už nestihl být zvolen, protože na jaře 1869 umírá.
Někdy před rokem 1863 nastoupil i do Říšské rady (celostátní zákonodárný sbor, tehdy ještě nevolen přímo, ale tvořen delegáty jednotlivých zemských sněmů). Zde reprezentoval kurii městskou, obvod Karlín. Zánik jeho mandátu pro absenci byl oznámen na schůzi 14. července 1863. Opětovně ho zemský sněm do vídeňského parlamentu delegoval roku 1867, ale vzhledem k pokračující politice pasivní rezistence mandát fakticky nepřevzal. Zánik jeho mandátu zemského a tudíž i říšského poslance byl ohlášen 26. září 1868.
Zemřel 19. září 1869 po krátké nemoci, na zápal plic. Je pohřben na Olšanských hřbitovech v Praze.